# Gare du Merlerault
La gare du Merlerault est une halte ferroviaire française fermée de la ligne de Saint-Cyr à Surdon, située sur le territoire de la commune du Merlerault, dans le département de l'Orne, en région Normandie.
C'était une halte de la Société nationale des chemins de fer français (SNCF) desservie par les trains du réseau TER Normandie jusqu'en 2019.

## Situation ferroviaire

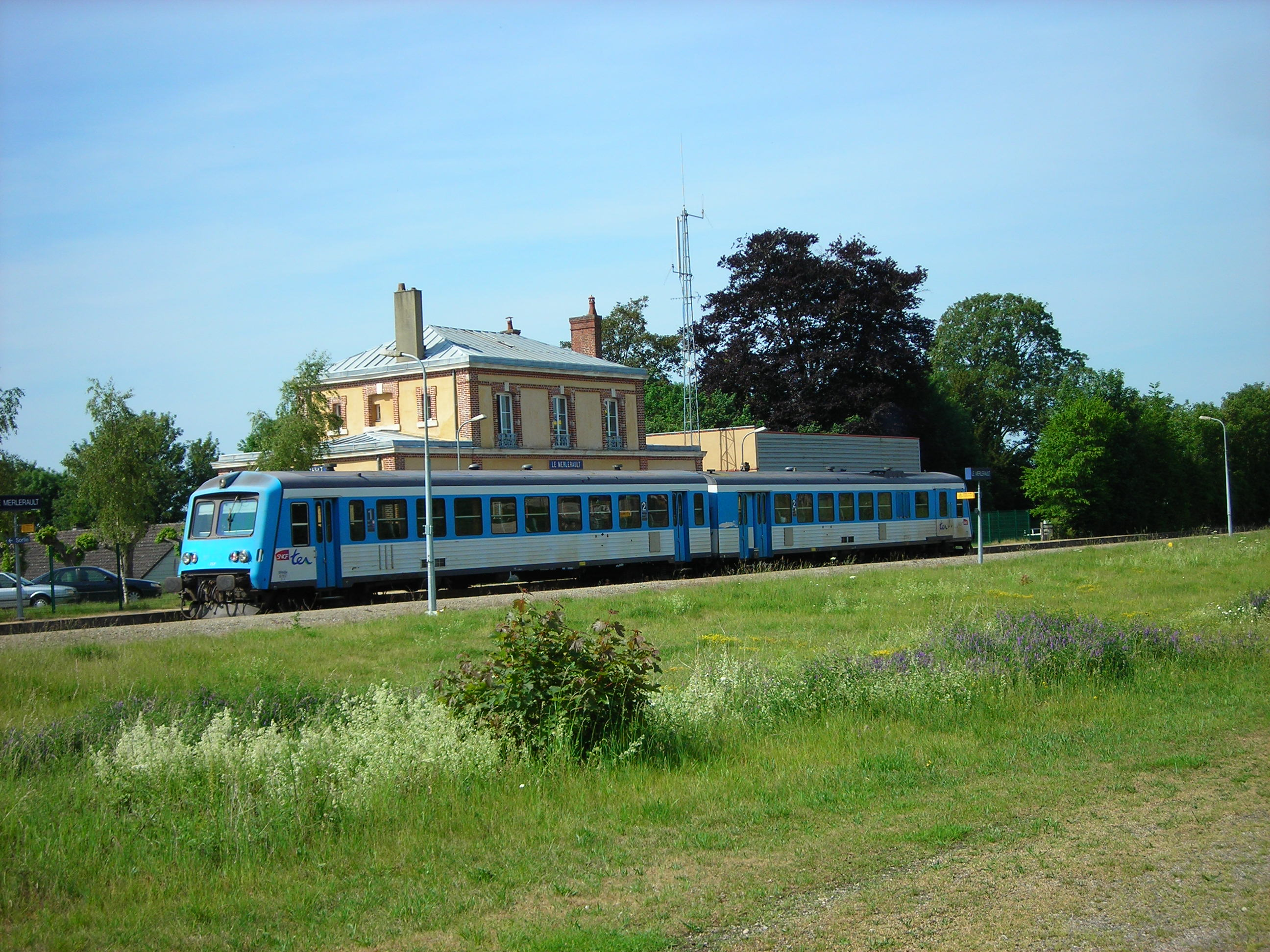
Train TER X 4750 en gare.

Établie à 225 m d'altitude, l'ancienne halte du Merlerault est située au point kilométrique (PK) 167,619 de la ligne de Saint-Cyr à Surdon, entre les gares ouvertes de Sainte-Gauburge et de Surdon. Elle est séparée de Surdon par la gare fermée de Nonant-le-Pin. Avant Sainte-Gauburge se trouvait l'ancienne halte de Planches.

## Histoire
Elle est mise en service le 5 août 1867 avec l'ouverture de la voie entre la gare de L'Aigle et la gare de Surdon. Le bâtiment voyageurs a été revendu au SDIS pour devenir la caserne de pompiers. 

## Service des voyageurs

### Accueil
Arrêt Routier  SNCF, elle était équipée de deux quais latéraux qui sont encadrés par deux voies. Le changement de quai se fait par un passage à niveau.

### Dessertes
Jusqu'en décembre 2019, la halte est desservie par les lignes commerciales Paris - Dreux - Argentan - Granville (TER Normandie), les trajets étant assurés par des Régiolis B 84500. Depuis décembre 2019, la halte n'est plus desservie. 